# Relaciones Estados Unidos-Estonia
Las relaciones Estados Unidos-Estonia son las relaciones diplomáticas entre Estados Unidos y Estonia. La relación ha sido constante y fuerte desde que Estonia se independizó. Los Estados Unidos y Estonia son aliados y socios importantes.

## Relaciones históricas
Los Estados Unidos reconocieron la República de Estonia de jure el 28 de julio de 1922. La primera misión diplomática estonia en los Estados Unidos se abrió en el mismo año. Continuó sus actividades a lo largo del período de ocupación por la Unión Soviética desde 1940 hasta 1991. El gobierno de los Estados Unidos reconoció a la misión diplomática de Estonia como representante legal de la República. de estonia. El reconocimiento de la continuidad jurídica de la República de Estonia ha sido la piedra angular de las relaciones Estonia-EE. UU.

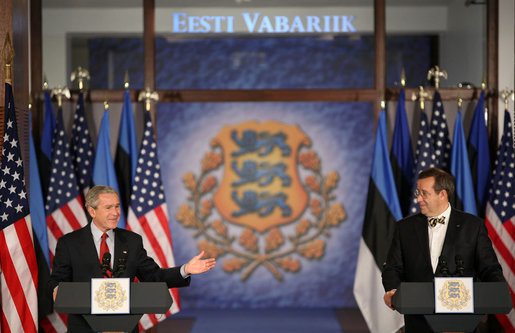
George W. Bush con el presidente estonio Toomas Hendrik Ilves en 2006.

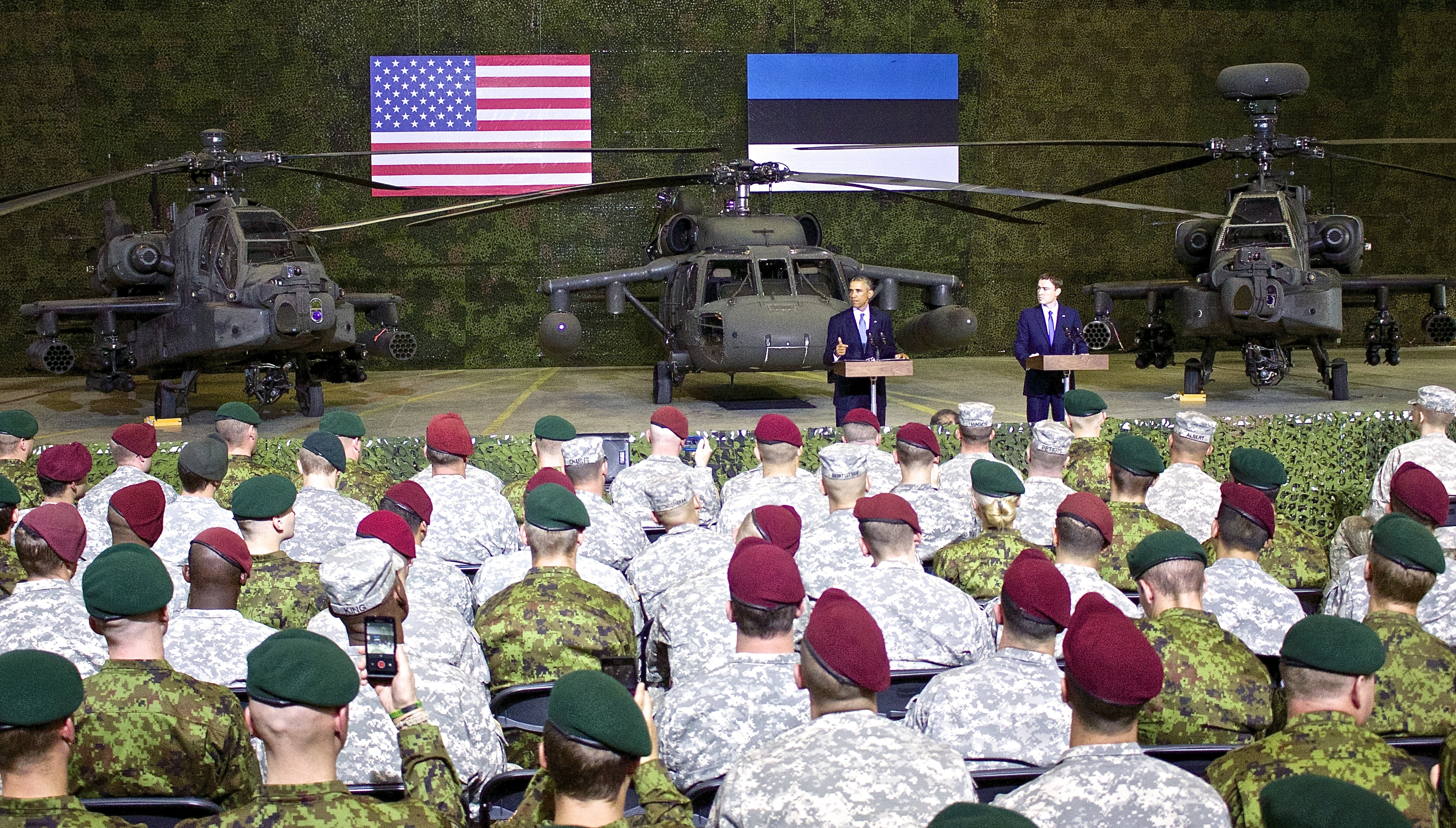
Presidente Barack Obama y Primer Ministro Taavi Rõivas en la Base Aérea Ämari, Estonia.

EE. UU. reabrió su embajada en Tallin el 4 de septiembre de 1991. Las relaciones entre los dos países se han desarrollado rápidamente. En noviembre de 2006, el presidente George W. Bush se convirtió en el primer presidente de los Estados Unidos en funciones en visitar Estonia. Durante la visita, anunció su intención de trabajar con el Congreso para realizar cambios en el Programa de exención de visados de EE. UU., aumentando la seguridad y facilitando la entrada de visitantes legítimos y empresarios de países como Estonia.
El presidente Barack Obama nominó a Jeffrey D. Levine como embajador en Estonia y fue confirmado por el Senado el 29 de marzo de 2012. El embajador Levine presentó sus credenciales al presidente de Estonia Toomas Hendrik Ilves el 17 de septiembre de 2012. Marina Kaljurand, en septiembre de 2011, reemplazó a Väino Reinart, quien había servido como embajador de Estonia en los Estados Unidos desde septiembre de 2007. Estonia también está representada en los Estados Unidos por un consulado general en Nueva York, Sten Schwede; y diez cónsules honorarios: Jaak Treiman en Los Ángeles, Eric Harkna en Chicago, Irja Cilluffo en New Hampshire, Paul Aarne Raidna en Seattle, Richard Drake en Houston, Larry Ruth en Lincoln, Harry Huge en Charleston, Michael Corey Chan en Scottsdale, Aadu Allpere en Atlanta, y Gerard McGovern en Nueva Orleans.

## Misiones diplomáticas residentes

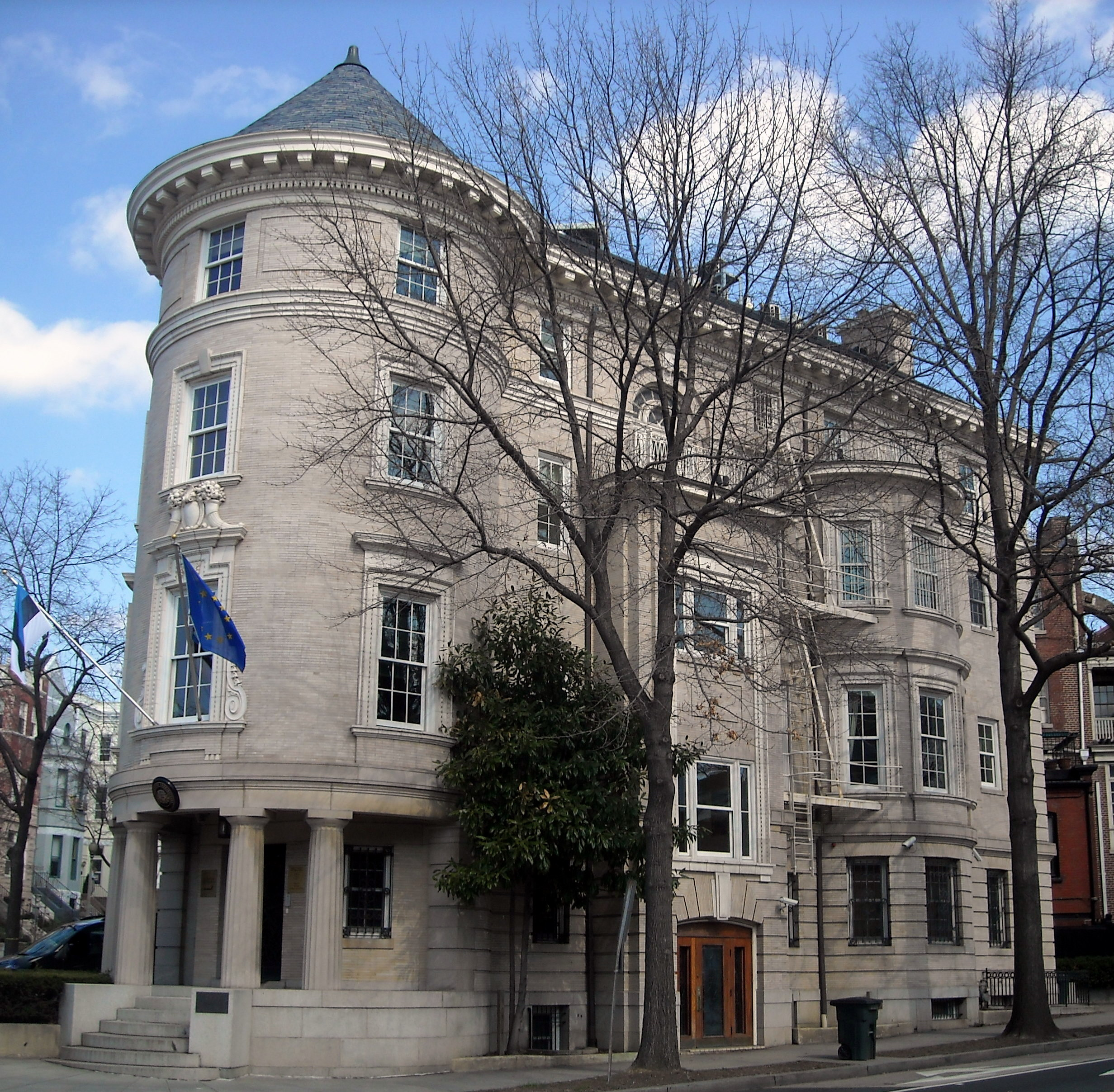
Embajada de Estonia en Washington D. C.

- Estados Unidos tiene una embajada en Tallin.[1]
- Estonia tiene una embajada en Washington D. C. y consulados-generales en Nueva York y en San Francisco.[2]